# Edward Higgins
Pour les articles homonymes, voir Higgins.
Edward John Higgins (26 novembre 1864 à Highbridge - 14 décembre 1947) est le général de l'Armée du salut de 1929 à 1934.

## Biographie
Officier de l'Armée du salut depuis 1882, Edward J. Higgins devient chef d'état-major en 1919.
À la suite de la crise de commandement de 1929, il devient le 3e général depuis la création du mouvement, et le premier général élu. Il succède à Bramwell Booth destitué.
Edward Higgins meurt le 14 décembre 1947 .